# Abtei (Marke)
Abtei ist eine Marke der Abtei OP Pharma GmbH, unter der Gesundheitsprodukte vertrieben werden.

## Geschichte
Die Marke Abtei wurde 1897 von Oskar Sarhage in Bielefeld ins Leben gerufen. Sarhage, ein heilkundlich bewanderter Händler für Tee und Gewürze, erhielt die ersten Rezepturen für seine Produkte von einem befreundeten Ordensbruder, der ihn damit auch auf den reichhaltigen Schatz der Klostermedizin aufmerksam machte. Aus dieser Verbindung ging auch der Markenname Abtei hervor.
1996 kam Abtei unter das Dach der SmithKline Beecham Consumer Healthcare GmbH & Co. KG, der heutigen GlaxoSmithKline Consumer Healthcare GmbH + Co. KG, Bühl.
Im Sommer 2012 wurde die Marke Abtei von der neu gegründeten Abtei OP Pharma GmbH übernommen, einer Tochter des belgischen Pharmazieunternehmens Omega Pharma. Omega Pharma wiederum gehört seit 2014 zu Perrigo, dem weltweit größten Hersteller von OTC-Arzneimitteln.

## Forschung
Neben herkömmlicher Forschung arbeitete Abtei von 1999 bis zur Übernahme durch Omega Pharma bzw. Perrigo auch mit dem Institut für Geschichte der Medizin der Universität Würzburg zusammen. Im Rahmen der Forschergruppe Klostermedizin wurden u. a. historische Schriften der Klöster und Abteien neu übersetzt und die gefundenen Arzneipflanzen in einer Datenbank erfasst. Anschließend wurde anhand moderner wissenschaftlicher Methoden die Relevanz für moderne Krankheitsbilder überprüft.
Im Rahmen der Zusammenarbeit unterstützte Abtei auch Forschungsreisen nach Armenien, Brasilien, Usbekistan und in den Iran.

## Produkte
Unter dem Motto „Weil ich weiß, was mir gut tut.“ (früher: „107 Naturrezepte für Ihre Gesundheit“) vertreibt Abtei heute Arzneimittel und Nahrungsergänzungsprodukte zur Selbstmedikation. Die Behandlungsschwerpunkte der Produkte liegen auf Erkältung, Haut, Beruhigung, Durchblutung, Verdauung, Blase, Niere und Beweglichkeit. Einige Produkte waren über Jahrzehnte im Programm. So wurde z. B. der Abtei Fenchelhonig bereits 1948 unter dem Namen Biene Maja angeboten und war bis zur Übernahme durch Omega Pharma 2012 im Programm.
Ab 2003 wurden unter dem Markennamen Abtei Apotheken exklusiv (ursprünglich Abtei Pharma) für einige Jahre auch Produkte hergestellt, die nur in Apotheken erhältlich waren.

## Sonstiges
Abtei wurde wiederholt mit dem „Pegasus Award“ von Reader’s Digest als „vertrauenswürdigste Marke in ihrem Umfeld“ (etwa 200 Marken) ausgezeichnet.
Unter erwachsenen Bundesbürgern, die Selbstmedikation betreiben, hat Abtei einen Bekanntheitsgrad von mehr als 80 Prozent.